# ديتر وينتر
ديتر وينتر (بالألمانية: Dieter Winter)‏ هو لاعب كرة قدم ألماني، ولد في 17 أبريل 1954.